# Diga di Maksutlu
La diga di Maksutlu è una diga della Turchia. Si trova nella provincia di Sivas.